# Sissel (musikalbum)
Sissel är ett studioalbum från 1986 av den norska sångerskan Sissel Kyrkjebø. Det var hennes debutalbum.

## Låtlista
1. Kjærlighet/Kärleken
2. Tenn et lys for dem/Tänd ett ljus i natt
3. Jeg trenger deg
4. Summertime
5. I ditt smil
6. Eg ser/Jag ser
7. Vestland, Vestland
8. Vil du vekke tonen min?
9. Inn til deg/In till dig
10. Frøet
11. Det skal lyse en sol/Då lyser en sol
12. Dagen gryr

## Bonusspår i Danmark
1. Vårvise (duett med den danske sångaren Sebastian)